# Gregorio Sciroli
Gregorio Sciroli, ou Schiroli ou Scivoli ou Siroli (Naples, 5 octobre 1722 - 1781), est un compositeur italien.

## Biographie
Gregorio Sciroli est le fils de Salvatore Sciroli, un serviteur (« ripostiere ») du duc de Caprigliano. Le duc est le parrain de Gregorio et il soutient le jeune compositeur pour ses études effectuées au Conservatoire de la Pietà dei Turchini, où il est admis le 1er octobre 1732. Il reste au sein de l'institut pendant dix ans et étudie sous la direction de Lorenzo Fago et Leonardo Leo. Après son diplôme, il commence sa carrière à l'opéra. Initialement, il se consacre à la composition d'œuvres comiques comme intermezzi, petites farces et opéras buffe, représentés dans les petits théâtres de Naples, Rome et Palerme. Une fois une certaine renommée acquise, il travaille surtout dans l'Italie du Nord, à Pise, Venise, Milan et Bologne, où il produit la plupart du temps des Opera seria.
Dans les premières années de sa carrière musicale, il est également professeur de chant ; parmi ses élèves, le plus célèbre est sans aucun doute le castrat soprano Giuseppe Aprile qui a fait ses débuts à Naples au Teatro San Carlo en décembre 1753 avec le surnom d’il Scirolino, en honneur de son maître. 
En 1752, Sciroli est maître de chapelle au service du prince de Bisignano et, de 1753 à 1757, il est directeur du Conservatoire de Palerme. En juin 1753, il est nommé deuxième claveciniste au San Carlo pour la saison 1753-54 , bien que ne pouvant exercer pleinement ces fonctions, parce qu'il est impliqué parallèlement à Palerme, pour la production de ses opéras buffe.
En 1756, il commence sa collaboration avec le Teatro dei Fiorentini : 
| « Il Sig. D. Gregorio Sciroli promette e s'obbliga componere la prima musica e la terza seu l'ultima (...), e dette due musiche, dapò composte, sonate e guidate così nei concerti come nelle serate d'opere, e questo con tutto l'amore e zelo possibile, affinché riescano di tutta perfezione (...) ed occorrendo, si obbliga mutar arie, recitativi, duetti, quartetti, finali ed anche atti intieri, se vi fosse bisogno[réf. nécessaire]. » |  |  | « M. Gregorio Sciroli promet et s'engage à composer la première musique et la troisième et dernière musique (...)) ; une fois ces deux musiques composées, jouées et dirigées, soit dans des concerts soit dans des soirées d'opéra, avec tout l'amour et le zèle possible, afin qu'ils réussissent à toute perfection (...) et s'il le faut il s'engage à changer ses arias, récitatifs, duos, quatuors, et également des actes tout entiers si nécessaire. » |

Mais déjà dans l'avertissement (Avvertenza), placé par Pasquale Mililotti dans son livret, La Marina di Chiaia, il rapporte (en napolitain) :
| « […] penza mperrò ca sta Commeddea ave avuto cchiù guaie e lòtene de le passate, qualmente lo Segnore Masto de Cappella avenn'avuto da j a componer'a Roma, aggio avuto da fa de pressa chello poco de nuovo che nce trovarraje... » |  |  | « Cependant imagine que cette comédie avait eu plus d'ennuis et d'embêtements que les précédentes, car monsieur le maître de chapelle avait dû composer [aussi] à Rome ; j'ai dû faire en vitesse le peu de neuf que vous y trouverez... » |

C'est dans cette furie fiévreuse que la plupart des librettistes et compositeurs produisent des opéras-comiques napolitains, pour les petits théâtres de Naples.

## Style
En tant que compositeur, Sciroli appartient aux rangs des petits maîtres de l'opéra bouffe napolitain. Son œuvre comique est caractérisée par un langage mélodique stérile, atténué par des effets rythmiques animés. Ses opera seria sont faits avec beaucoup d'habileté et de compétence, mais sans imagination ; par exemple, sa Merope, composée à un moment où un certain nombre d'innovations se font sentir dans l'opera seria, ressemble à un travail composé d'airs traditionalistes, stéréotypés dans certaines parties, qui suivent servilement la forme de l'aria da capo.

## Compositions

### Opéras
- Capitan Giancocozza (farsa, libretto de D. A. Di Fiore, 1747, Naples)
- La Smorfiosa (intermezzo, 1748, Rome)
- Madama Prudenza (farsetta, 1749, Rome)
- Ulisse errante (dramma per musica, livret de Giacomo Badoaro, 1749, Palerme)
- Il Corrivo (opéra buffa, livret de Pietro Trinchera, 1751-2, Naples)
- Il barone deluso (intermezzo, livret de Giuseppe Petrosellini, 1752, Rome)
- Li nnamorate correvate (opéra buffa, livret de Pietro Trinchera, 1752, Naples)
- La Canterina (intermezzo, 1753, Messine)
- Introduzione alla commedia per musica (livret de B. Bonaiuto, 1753, Palerme)
- Il finto pastorello (opéra buffa, livret d'Antonio Palomba, 1755, Naple)
- La caffettiera astuta (farsetta, 1756, Naples)
- La Zita correvata (opéra buffa, livret de P. Mililotti, d'après Gennaro Antonio Federico, 1756, Naples)
- La marina di Chiaia (opéra buffa, livret de Benedetto Saddumene, 1757, Naples)
- Il Conte Gian Pascozio in villeggiatura (farsetta, 1757, Rome)
- L'Ipermestra (pasticcio, 1757, Casale Monferrato)
- La sposa alla moda (intermezzo, 1758, Rome)
- La contadina scaltra (intermezzo, 1759, Lucques)
- Nell'amor l'honor (1759, Gênes)
- Sesostri re d'Egitto (dramma per musica, d'après Pietro Pariati, 1759, Pise)
- Bellerofonte (dramma per musica, 1760, Gênes)
- Olimpiade (dramma per musica, libretto di Pietro Metastasio, 1760, Venise)
- Merope (dramma per musica, libretto di Apostolo Zeno, 1761, Milano)
- Lo Saglemmanco (acte premier) (opéra buffa, 1762, Naples)
- Prologo (Venere, Ercole, Espero) (1762, Naples)
- Alessandro nelle Indie (dramma per musica, livret de Pietro Metastasio, 1764, Teatro Comunale de Bologne)
- Solimano (dramma per musica, livret de G. A. Migliavacca, 1766, Venise)
- Le nozze di campagna (dramma giocoso, livret de Carlo Goldoni, 1768, Venise)
- Il vagabondo fortunato (opéra buffa, livret de A. Papi, 1769, Brescia)
- Zemira e Azor (dramma pantocomico, 1778, Nizza)
- La finta ammalata (intermezzo)
- La villanella innocente (opéra buffa)

#### Opéras d'attribution douteuse
- Achille in Sciro (dramma per musica, livret de Pietro Metastasio, 1751, Naples)
- Artaserse (dramma per musica, livret de Pietro Metastasio, 1752)
- Li negromanti (opera buffa, 1752, Napples)
- La commediante (opera buffa, d'après Antonio Palomba, 1754)

### Musique sacrée
- Primum fatale homicidium (oratorio, 1768, Venise)
- La morte di Eleazaro (oratorio, Gênes)
- 5 Messe per due cori (3-4 voix)
- Miserere pour soprano, contralto, ténor, basse et orchestre
- Caelestis urbs Jerusalem (1772)
- Iste confessor (1772)
- Laudate pueri (1774)
- Lauda Jerusalem pour 3 voix (1775)
- Iste confessor (1776)
- Salve Regina (1776)
- Lectio VII (1778)
- Magnificat pour 3-4 voix (1778)
- 2 Laetatus sum (1779)
- Nisi Dominus (1779)
- 2 Tantum ergo (1779-80)
- Beatus vir
- Deus in adiutorium e Dixit
- Dixit
- Dixit Dominus pour 5 voix
- Litanie pour 4 voix
- 7 motets

### Musique instrumentale
- 6 terzetti pour 2 violons et basse continue, op. 1 (1770, Paris)
- Sonate pour clarinetto et basse continue en si majeur.
- 5 concertos (1764-9)
- 5 ouvertures